# Il segno del pericolo
Il segno del pericolo (Portrait of Alison) è un film del 1955, diretto da Guy Green.
Thriller britannico anche noto con il titolo Postmark for Danger con cui è stato distribuito negli Stati Uniti d'America.
Il soggetto è tratto da una serie televisiva britannica trasmessa tra il febbraio e il marzo dello stesso anno, avente lo stesso titolo (Portrait of Alison), che consisteva in 6 puntate di 30 minuti ognuna..

## Trama
Un'auto precipita da un dirupo in Italia. Il giornalista Lewis Forrester e l'attrice Alison Ford, entrambi inglesi, muoiono sul colpo.
A Londra, il fratello di Lewis, Tim, è un artista. Sta lavorando ad un cartellone pubblicitario con la sua modella preferita, Jill. I due si sono frequentati ma ora Jill pare che abbia trovato nel facoltoso Henry Carmichael, l'uomo che può farle cambiare vita.
Un certo signor Smith commissiona a Tim di dipingere un ritratto della figlia a partire da una sua foto. La ragazza è proprio Alison, morta nell'incidente d'auto con il fratello. Smith, accorso in Italia per recuperare la salma, aveva incontrato l'altro fratello Dave dal quale ha avuto le informazioni su Tim. L'artista accetta e si fa anche consegnare un bellissimo vestito rosa della ragazza, da inserire nel quadro. Jill, nel salutare Tim nel suo studio, ammira il bel vestito e il ritratto di Alison, quindi va a pranzo dal suo fidanzato, ma dimentica una scatola che avrebbe dovuto dare allo stesso.
Tim, tornato dall'aeroporto dove è andato a prendere il fratello Dave, trova morta Jill nel suo appartamento, con indosso il vestito rosa. Il volto sul ritratto è stato cancellato e la foto su cui si basava è scomparsa. Arriva la polizia e, dopo le spiegazioni di Tim, chiede se può aprire la scatola. Questa contiene una bottiglia vuota di Chianti con un'etichetta britannica, "Nightingale & Son", un'azienda che non esiste. Una bottiglia di Chianti è disegnata anche in una cartolina da Roma inviata da Lewis, contenente probabilmente indizi sul giro di trafficanti di cui si stava interessando e che lo avrebbe ucciso, stabilito che l'auto con la quale è uscito di strada venne manomessa.
Si scopre quindi che Alison non è morta. È lei stessa a presentarsi a Tim spiegandogli che la donna uccisa nell'incidente d'auto non era lei; mentre erano in auto, Lewis le disse che era sulle tracce di un giro internazionale di contrabbando di diamanti e che suo padre ne faceva parte. Allora lei scese dall'auto arrabbiata e presumibilmente Lewis deve aver poi raccolto un'autostoppista, il cui cadavere è stato poi scambiato per il suo. Alison vuole accertarsi che suo padre sia estraneo a questi traffici e soprattutto non c'entri niente con gli omicidi.
Tim invita la polizia nel suo appartamento per dimostrare che Alison è viva, ma lei scompare di nuovo. Andata a trovare suo padre in un hotel per fargli dire la verità sul contrabbando di diamanti, viene raggiunta da Tim e poi assiste al tentativo di fuga disperata/suicidio del padre che morirà qualche giorno più tardi.
Dopo le titubanze iniziali la polizia si fida di Tim e vi collabora, venendo a capo della banda di trafficanti e recuperando anche la famosa cartolina in cui, in forma criptata, vi sono tutti i nomi dei personaggi coinvolti. Con sorpresa c'è anche Dave, il fratello di Tim, pilota che si è prestato a trasportare i diamanti ma che è estraneo agli assassini. La responsabilità di questi ricade sul misterioso Sig. Nightingale, del quale non si riesce a scoprire la vera identità. Finché, intrufolandosi a casa di Tim, non viene scoperto dalla stessa Alison. Si tratta di Henry Carmichael che viene fermato da Tim prima che uccida la ragazza e che, dopo un corpo a corpo vola in strada dall'ultimo piano schiantandosi morto a terra.
L'intrigo internazionale è risolto e Tim e Alison restano soli. Lui allora le chiede se può stare con lui finché non completerà il suo ritratto. E alla precisazione che potrebbe occorrerci "tutta la vita", lei gli risponde "va bene".

## Produzione

### Riprese
Le riprese si svolsero tra i Beaconsfield Film Studios e Londra nell'aprile 1955.